# Amarenographium
Amarenographium is een geslacht van schimmels uit de familie der Phaeosphaeriaceae (ascomyceten). De typesoort is Amarenographium metableticum.

## Soorten
Volgens Index Fungorum telt het geslacht vijf soorten (peildatum maat 2023):
| Soortnaam                                         | Auteur(s)                                  | Publicatiejaar |
| ------------------------------------------------- | ------------------------------------------ | -------------- |
| Amarenographium ammophilae                        | Wanas., Camporesi, Wijayaw. & K.D. Hyde    | 2016           |
| Amarenographium ammophilicola                     | Dayar., E.B.G. Jones & K.D. Hyde           | 2020           |
| Amarenographium metableticum (Helmgrasvulkaantje) | (Trail) O.E. Erikss.                       | 1982           |
| Amarenographium sinense                           | Joanne E. Taylor, K.D. Hyde & E.B.G. Jones | 2003           |
| Amarenographium solium                            | Abdel-Wahab, Hodhod, Bahkali & K.D. Hyde   | 2012           |